# Éditions Aden
Les Éditions Aden sont une maison d'édition indépendante dont le siège social se situe en Belgique. Fondée en 2000, Aden publie des essais dans le domaine des sciences sociales et politiques.

## Un éditeur militant
Les Éditions Aden ont un catalogue coloré politiquement. Selon leurs propos, ils entendent prendre une place prééminente dans l'édition d'ouvrages de sciences humaines critiques en Belgique, à la suite de « l'effondrement de Labor et les déboires de Complexe »
.
Éditeur de 200 ouvrages en 25 ans d'existence, Aden n'a pas pour vocation d'être une « grosse machine » parmi les éditeurs francophones. Tirés en moyenne à 2000 exemplaires, les ouvrages publiés par Aden touchent à toutes les dimensions des sciences humaines, de la sociologie à l'étude des médias. Essentiellement visibles par la publication d'ouvrages du penseur américain Noam Chomsky et de la militante afro-américaine Angela Davis, ils publient aussi bien des classiques de la littérature socialiste (écrits du Che, de Paul Lafargue ou de Engels), que des intellectuels de gauche actuels (Noam Chomsky
, Anne Morelli, Jean Bricmont, Éric Hobsbawm, Éric Toussaint, Marco Van Hees Jacques Pauwels...).
Depuis 2009, une collection de littérature (collection « Rivière de Cassis ») est subsidiée par la Communauté française en tant que "littérature de création."
Les livres des éditions Aden sont diffusés par Les Belles Lettres.